# Estadio Universitario Alberto Chivo Cordova
L'Estadio Universitario Alberto Chivo Cordova est un stade de football mexicain.